# Noordelijke zandkokerworm
De Noordelijke zandkokerworm (Spiophanes bombyx) is een borstelworm uit de familie Spionidae. Spiophanes bombyx werd in 1870 voor het eerst wetenschappelijk beschreven door Claparède.

## Beschrijving
De Noordelijke zandkokerworm is een kleine, slanke borstelworm (5-6 cm lang en 0,15 cm breed). Het lichaam van de worm bestaat uit een kop, een cilindrisch, gesegmenteerd lichaam en een staartstukje. De kop bestaat uit een prostomium (gedeelte voor de mondopening) en een peristomium (gedeelte rond de mond) en draagt gepaarde aanhangsels (palpen, antennen en cirri).
Het lichaam van de Noordelijke zandkokerworm is verdeeld in ongeveer 180 chaetae dragende segmenten. Elk lichaamssegment heeft 5-15 hebben plukjes lange, zijdeachtige borstels. Deze soort heeft twee lange frontale hoorns op het prostomium en een stevige naar achteren wijzende hoorn. Zijn palpen zijn kort. Het heeft geen kieuwen of een anale trechter. Het is helderroze van kleur en wordt groenachtig bruin aan de achterkant. Zandkokerwormen leven in een stijve zandbuis die meestal iets boven het oppervlak uitsteekt.

## Verspreiding
De Noordelijke zandkokerworm komt als kosmopoliet voor in de Noordelijke IJszee, de gehele Atlantische Oceaan, de Noordzee tot aan de Øresund, het Kanaal, de Middellandse Zee, de gehele Stille Oceaan en de Sub-Antarctische wateren. In het oostelijke deel van de Duitse Bocht is het de meest voorkomende wormensoort met 28% van alle individuen met meerdere borstels.
Spiophanes bombyx leeft op het zand, soms op modderige of gemengde sedimentbodems vanaf de kustzone tot een diepte van ongeveer 1000 meter. De borstelworm bouwt Y-vormige kokerbuizen uit zand, die hij met slijm aan elkaar lijmt. Hij voedt zich met detritusdeeltjes en micro-organismen, die hij met zijn palpen zowel van het substraatoppervlak als van de waterstroom kan verzamelen. De voedseldeeltjes worden eerst verzameld in de wimpers van de palpen voordat ze door de werking van de wimpers naar de mond worden verplaatst.